# Diefmatten
Diefmatten (en alsacià Diefmàtte) és un municipi francès, situat a la regió del Gran Est, al departament de l'Alt Rin. L'any 1999 tenia 251 habitants.

## Demografia
| 1962 | 1968 | 1975 | 1982 | 1990 | 1999 |
| ---- | ---- | ---- | ---- | ---- | ---- |
| 334  | 340  | 314  | 342  | 374  | 251  |

## Administració
| Període   | Identitat     | Partit |
| --------- | ------------- | ------ |
| 2001-2008 | Eugène Blondé |        |
| 2008-     | Roger Baur    |        |